# Alexander Andrejewitsch Samarski

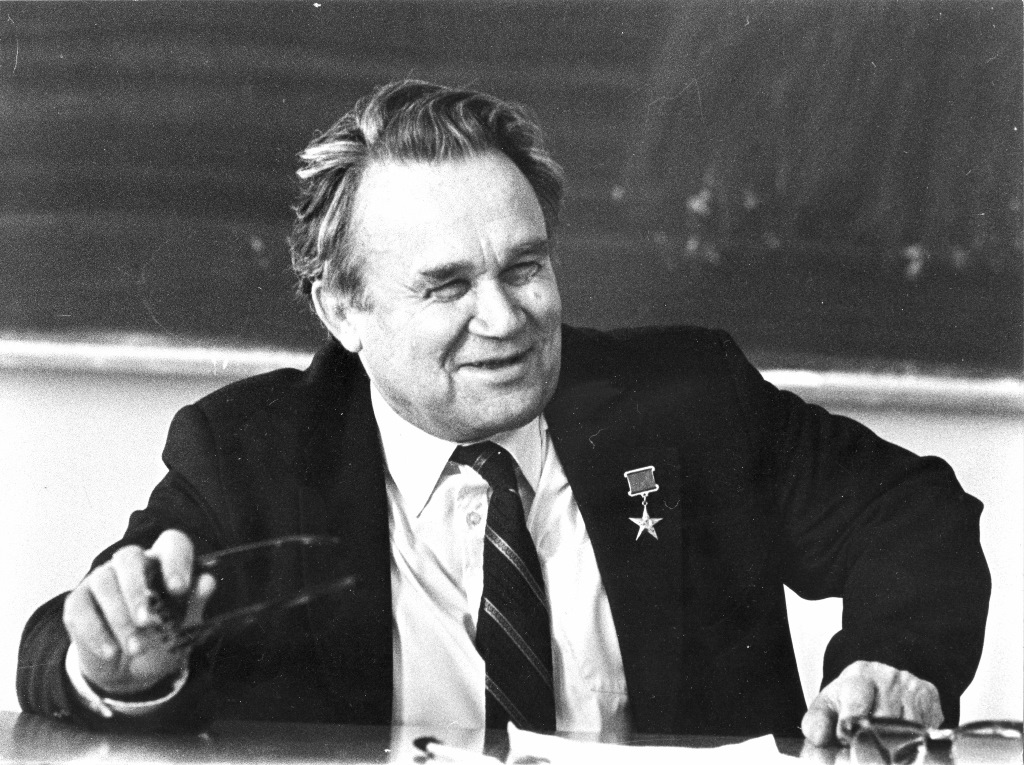
Alexander Andrejewitsch Samarski

Alexander Andrejewitsch Samarski (russisch Александр Андреевич Самарский, englische Transkription Aleksandr Andreevich Samarskii; * 19. Februar 1919 in Nowo-Iwanowskoje, Gouvernement Jekaterinoslaw; † 11. Februar 2008 in Moskau) war ein sowjetisch-russischer Mathematiker, der sich mit Numerischer Mathematik, mathematischer Physik und Mathematischer Modellierung befasste.

## Leben
Samarski studierte ab 1936 an der Lomonossow-Universität, unterbrochen von der Zeit von 1941 bis 1944 im freiwilligen Wehrdienst im Zweiten Weltkrieg – unter anderem wurde er in der Schlacht um Moskau verwundet. 1948 wurde er promoviert (Kandidatenthese). Gleichzeitig arbeitete er mit Andrei Nikolajewitsch Tichonow an der mathematischen Modellierung von Kernwaffenexplosionen und elektromagnetischen Feldern in Wellenleitern. Samarski befasste sich seit dieser Zeit mit Finiten Differenzenmethoden und wurde der Gründer einer sowjetischen Schule auf diesem Gebiet. 1957 wurde er am M. V. Keldysch Institut für Angewandte Mathematik habilitiert (russischer Doktortitel) mit einer Arbeit über die Lösung nichtlinearer Probleme der mathematischen Physik mit der Methode Finiter Differenzen. 1966 wurde er korrespondierendes und 1976 Vollmitglied der Sowjetischen Akademie der Wissenschaften. Er war ab 1953 Abteilungsleiter am Institut für Angewandte Mathematik der Sowjetischen Akademie der Wissenschaften und  Professor an der Lomonossow-Universität, wo er auch eine Ehrenprofessur erhielt. Er gründete die Abteilung rechnergestützte Modellierung in der Fakultät für Numerische Mathematik der Lomonossow-Universität und die Abteilung mathematische Modellierung am Moskauer Physikalisch-Technischen Institut. 1991 bis 1998 leitete er das Institut für mathematische Modellierung der Russischen Akademie der Wissenschaften, das er gründete, und war Vorstand des nationalen russischen Komitees für mathematische Modellierung (russischer Teil der International Association for Mathematics and Computers in Simulation (IMACS)).
Er war Held der sozialistischen Arbeit, erhielt den Leninpreis, den Staatspreis und den Lomonossow-Preis der Lomonossow-Universität. Er war seit 1985 auswärtiges Mitglied der Akademie der Wissenschaften der DDR sowie auswärtiges Mitglied der Ukrainischen Akademie der Wissenschaften. 1984 wurde ihm von der TU Chemnitz der Ehrendoktortitel verliehen.

## Werk
Samarski erzielte fundamentale Resultate auf dem Gebiet der Finite-Differenzen-Methoden, zum Beispiel in der Stabilitätstheorie Finiter Differenzenverfahren, der Anwendung von Gitternäherungen auf Gleichungen der mathematischen Physik (auch nicht-klassischer Probleme und nichtlinearer Gleichungen wie in der chaotischen Diffusion) und Methoden zur Lösung von Gitter-Gleichungen. Samarski und seine Schüler entwickelten analytische und numerische Methoden zur Lösung von Problemen zum Beispiel in der Kernphysik, Plasmaphysik, Kernfusion, Magnetohydrodynamik, Gasdynamik und Hydrodynamik mit Strahlungswechselwirkung, Laser-Thermochemie, Konvektion, Ökologie und autokatalytische chemische Reaktionen. Samarski hatte über 100 Doktoranden und zu seinen Schülern zählen fünf korrespondierende Mitglieder der Russischen Akademie der Wissenschaften.

## Schriften
- mit A. N.Tichonow: Differentialgleichungen der Mathematischen Physik (= Hochschulbücher für Mathematik. Bd. 39). Deutscher Verlag der Wissenschaften, Berlin 1959, englische Übersetzung: Equations of Mathematical Physics, Dover 1963, 1990
- mit B. M.Budak, A. N. Tichonov A collection of problems of mathematical physics. Pergamon Press 1964.
- mit A. N. Tichonov Partial differential equations of mathematical physics. 2 Bände. Holden-Day, San Francisco 1964, 1967.
- Theorie der Differenzenverfahren. Geest und Portig, Leipzig 1984.
- mit Evegenii S. Nikolaev Numerical methods for grid equations. 2 Bände. Birkhäuser, 1989.
- Blowup in quasilinear parabolic equations. De Gruyter, 1995.
- Computational heat transfer. 2 Bände Wiley, 1995.
- The theory of difference schemes. Dekker, 2001.
- mit A. P. Mikhailov: Principles of mathematical modeling: ideas, methods and examples. Taylor and Francis, 2002.
- mit P. P. Matus, Petr N. Vabishchevich: Difference methods with operator factors. Kluwer 2002.
- mit Vabishchevich: Numerical methods for solving inverse problems of mathematical physics. de Gruyter, 2007.